# 天津市静海区医院
天津市静海区医院，又称天津医科大学静海临床学院，简称静海医院，位于中国天津市静海区胜利南路14号，前身是1950年10月开诊的静海县人民政府卫生院，1956年更名为静海县医院。目前，天津市静海区医院是三级甲等综合医院。

## 历史沿革
1950年10月，河北省天津专署卫生科组建的静海县人民政府卫生院开诊。1956年4月20日，静海县人民政府卫生院更名为静海县医院。
1993年9月22日，静海县医院晋升为二级甲等医院。2007年2月2日，静海县医院晋升为三级乙等医院。
2008年10月，静海县政府决定，天津市中医学校解体后，30名医学类专业、教学岗位及管理岗位人员分流安置到医院工作，天津市中医学校土地及地上建筑物划归静海县医院。
2009年8月15日，天津市静海县医院与天津医科大学合作，加挂“天津医科大学静海临床学院”牌匾。
2012年8月，静海医院启动三级甲等综合医院评审工作。2013年11月，专家评审团进行现场检查，2014年进行了评审复查。最终于2014年10月31日，天津市静海县医院晋升为三级甲等综合医院。